# Sven O. Kullander
Sven Oscar Kullander (Sollefteå, 30 novembre 1952) è un biologo e ittiologo svedese.
È specializzato in Cichlidae, in particolare nei generi Apistogramma e Cichlasoma, nonché nei pesci a rischio di estinzione in Svezia.
Dopo gli studi presso l'università di Umeå e Stoccolma, ha conseguito il dottorato di ricerca nel 1984. Lavora presso il Museo di storia naturale di Stoccolma, dove è responsabile per collezione di ittiologia ed erpetologia e coordinatore del progetto FishBase.
| Controllo di autorità | VIAF (EN) 71958299 · ISNI (EN) 0000 0001 1669 9360 · ORCID (EN) 0000-0001-6075-0266 · LCCN (EN) n81098700 · J9U (EN, HE) 987007446841905171 |